# Cronbank
Die Cronbank AG (eigene Schreibweise: CRONBANK AG) ist in der Rechtsform einer Aktiengesellschaft eine bundesweit tätige Direktbank mit dem Geschäftssitz in Dreieich bei Frankfurt am Main. Sie ist spezialisiert auf Verbundgruppen und Systemzentralen sowie deren Handels- und Franchisepartner. Gegründet wurde sie 1998 als Spezialbank der MHK Group, einem Dienstleistungsunternehmen für den mittelständischen Küchen-, Möbel-, Sanitär sowie Malerfachhandel.
Die Bank ist Mitglied im Bundesverband deutscher Banken zur Einlagensicherung.

## Geschäftsfelder
- Konsumentenfinanzierungen am Point of Sale
- Beratung mittelständischer Verbundgruppen zum Thema Finanzen
- Projektfinanzierung
- Direktgeschäft mit Privat- und Firmenkunden
- Cronbank Assekuranzservice als Makler für Verbundgruppen